# NGC 5976A
NGC 5976A (другие обозначения — UGC 9934, MCG 10-22-23, ZWG 297.20, PGC 55561) — галактика в созвездии Дракон.
Этот объект не входит в число перечисленных в оригинальной редакции «Нового общего каталога» и был добавлен позднее.